# Prințul Karl Anton de Hohenzollern
Prințul Karl Anton de Hohenzollern-Sigmaringen (germană Karl Anton Friedrich Wilhelm Ludwig Prinz von Hohenzollern-Sigmaringen) (1 septembrie 1868 - 21 februarie 1919) a fost membru al Casei de Hohenzollern-Sigmaringen. Karl Anton a fost al treilea și cel mai mic copil al lui Leopold de Hohenzollern-Sigmaringen și al soției lui Infanta Antónia a Portugaliei.
Karl Anton a fost fratele mai mic al regelui Ferdinand I al României.

## Căsătorie
La 28 mai 1894 la Bruxelles, Karl Anton s-a căsătorit cu Prințesa Joséphine Caroline a Belgiei, fiica Prințului Filip de Flandra și a soției lui Prințesa Maria de Hohenzollern-Sigmaringen.

## Copii
Karl Anton și Joséphine Caroline au avut patru copii:
- Prințesa Stephanie Josephine Karola Philippine Leopoldine Marie de Hohenzollern (8 aprilie 1895 – 7 august 1975)
- Prințesa Marie Antoinette Wilhelmine Auguste Viktoria de Hohenzollern (23 octombrie 1896 – 4 iulie 1965)
- Prințul Albrecht Ludwig Leopold Tassilo de Hohenzollern (28 septembrie 1898 – 30 iulie 1977)
- Prințesa Henriette Leopoldine Wilhelmine of Hohenzollern (29 septembrie 1907 – 3 octombrie 1907)

## Titluri
- 1 septembrie 1868 – 3 septembrie 1869: Alteța Sa Serenissimă Prințul Karl Anton de Hohenzollern-Sigmaringen
- 3 septembrie 1869 – 21 februarie 1919: Alteța Sa Serenissimă Prințul Karl Anton de Hohenzollern